# Georg Wilhelm Friedrich Hegel
Georg Wilhelm Friedrich Hegel (Stuttgart, 27 augustus 1770 – Berlijn, 14 november 1831) was een Duitse filosoof en een van de centrale representanten van het Duitse idealisme.

## Levensloop
Georg Wilhelm Friedrich Hegel, of Wilhelm, zoals zijn familie hem eenvoudigweg noemde, werd geboren in Stuttgart. Hij was de oudste van drie kinderen. Zijn schoolloopbaan begon toen hij drie jaar was. Na de Duitse school ging hij, toen hij vijf jaar was, naar de Latijnse school, maar hij had al eerder Latijn geleerd van zijn moeder, die op zijn 13e stierf. Vanaf zijn 7e tot zijn 18e levensjaar bezocht hij de Stuttgarter Grundschule en het gymnasium. Hij hield van schaken en kaarten, en was een ernstige, nieuwsgierige en succesvolle leerling. Op 18-jarige leeftijd ging hij aan het Tübinger Stift studeren, maar de daar heersende discipline vond hij ouderwets. Wellicht dat dit bijgedragen heeft aan zijn enthousiasme voor de Franse Revolutie, die een jaar later uitbrak.
In september van 1790 ontving Hegel zijn filosofische graad en drie jaar later zijn theologische licentie. Onder zijn medestudenten, die hem 'de oude man' noemden, zaten ook Hölderlin en Schelling, met wie hij zijn kamer deelde. Na zijn studie ging Hegel in Bern als Hofmeister (huisleraar) werken, wat karig werd betaald. Wel had hij hierdoor een bibliotheek tot zijn beschikking. Na vier jaar vertrok hij naar Frankfurt, om daar voor drie jaar als huisleraar te werken. Na het overlijden van zijn vader in 1799 ontving Hegel als erfenis een klein vermogen dat hem enige jaren van financiële onafhankelijkheid verschafte. Hegel vertrok in 1800 naar Jena, waar hij een jaar later ging wonen en Privatdozent werd. Door een aanbeveling van Goethe, met wie hij een vriendschappelijke en intellectuele correspondentie onderhield, werd Hegel in 1805 aan de Universiteit van Jena tot hoogleraar benoemd. Vanwege de slag om Jena en omdat hij in Bamberg als redacteur van de plaatselijke krant kon gaan werken, verliet hij in 1807 de stad. Het manuscript van wat later bekend zou worden als de Phänomenologie des Geistes was al voor de slag naar Bamberg gebracht. Hij werkte maar kort als redacteur. Vanaf 1808 was hij rector van een gymnasium in Neurenberg.
In 1811 trouwde Hegel en in 1812 verscheen het eerste deel van de Wissenschaft der Logik; in 1813 het tweede en in 1816 het derde deel. In 1816 werd hij tot hoogleraar benoemd aan de universiteit van Heidelberg. Daarna kreeg hij een aanbod van de universiteit van Berlijn, dat hij afwees. In 1817 verscheen het eerste deel van Enzyklopädie der philosophischen Wissenschaften. Nadat Fichte was overleden volgde Hegel hem in 1818 op als rector van de Berlijnse universiteit. Hegels colleges over de Enzyklopädie der philosophischen Wissenschaften werden druk bezocht. In 1820 verschenen zijn Grundlinien der Philosophie des Rechts, een uitwerking van de "objectieve geest" uit de Enzyklopädie. Verder gaf hij colleges over de filosofie van de geschiedenis, die uitmondden in het postuum gepubliceerde Vorlesungen über die Philosophie der Weltgeschichte (Lezingen over de filosofie van de wereldgeschiedenis).
Eind 1822 ondernam Hegel een reis naar Nederland. In 1823 gaf hij opnieuw colleges over esthetica. Tegen het eind van zijn leven gaf hij college over natuurfilosofie, godsdienstfilosofie en logica. In 1831 begon hij aan een herziening van de Phänomenologie, maar kort daarop overleed hij aan cholera. Heel zijn leven bleef Hegel omgaan met 'subversieve' (gezagsondermijnende) mensen; hij was geen 'Pruisische staatsfilosoof'.
De Duitse historicus Karl Hegel (1813-1901) is een zoon van Hegel.

## Denken
Hegel streefde naar de ontwikkeling van één totaalconcept, waarin hij wetenschap, esthetica, godsdienst en filosofie wilde verenigen. Hij zag de werkelijkheid niet als statisch, maar als de uitkomst van een continu doorgaand proces, waarbij nieuwe tegenstellingen telkens worden opgeheven. Kernwoord hierbij is 'opheffen' (het Duitse aufheben), dat zowel optillen als afschaffen en bewaren betekent. Tijdens het dialectisch proces wordt iets (bijvoorbeeld een moment) eerst gesteld, daarna ontkend, om tot slot tot een hogere waarheid te komen. Eerder werden door Fichte hiervoor de begrippen these, antithese en synthese gebruikt (die deze overigens weer van Kant had, zie bijvoorbeeld o.a. zijn Kritiek van de zuivere rede, B495), die later door de marxisten werden overgenomen.
Dit dialectische systeem, waarbij de zogeheten 'geest' de aard aller dingen is en door middel van de confrontatie van these en antithese tot een nieuwe synthese komt, zou uiteindelijk moeten leiden naar het 'Absolute Idee', waarin alle individuele elementen van de geest opgaan en zichzelf overstijgen.
Er bestaat geen echte waarheid, maar wel een waarheid die steeds dieper en rijper wordt. Toch zag Hegel in zijn beroemde boek Die Phänomenologie des Geistes (1807) zijn eigen filosofie als de synthese van het werk van al zijn voorgangers.
Het dialectische proces is volgens Hegel ook van toepassing op individuen: eerst is er enkel het bewustzijn van de uiterlijke waarheid, vervolgens ontstaat een zelfbewustzijn, dat zich langzaamaan verzoent met het bewustzijn.
Hegels systeem omvat drie grote delen die tot elkaar in dialectische verhouding staan: de filosofie van de logica, de filosofie van de natuur en de filosofie van de geest, respectievelijk de these, de antithese en de synthese.
Volgens de filosofie van Hegel was de ontwikkeling van al het bestaande de ontwikkeling van de redelijkheid van 'de Geest' of 'God' en derhalve die van 'de Geest' zelf.
'Alles wat is, is een trede in de ontwikkeling van de absolute Idee' en 'De rede kan niets zonder de werkelijkheid; en de werkelijkheid niets zonder de rede'.

## De Geest volgens Hegel

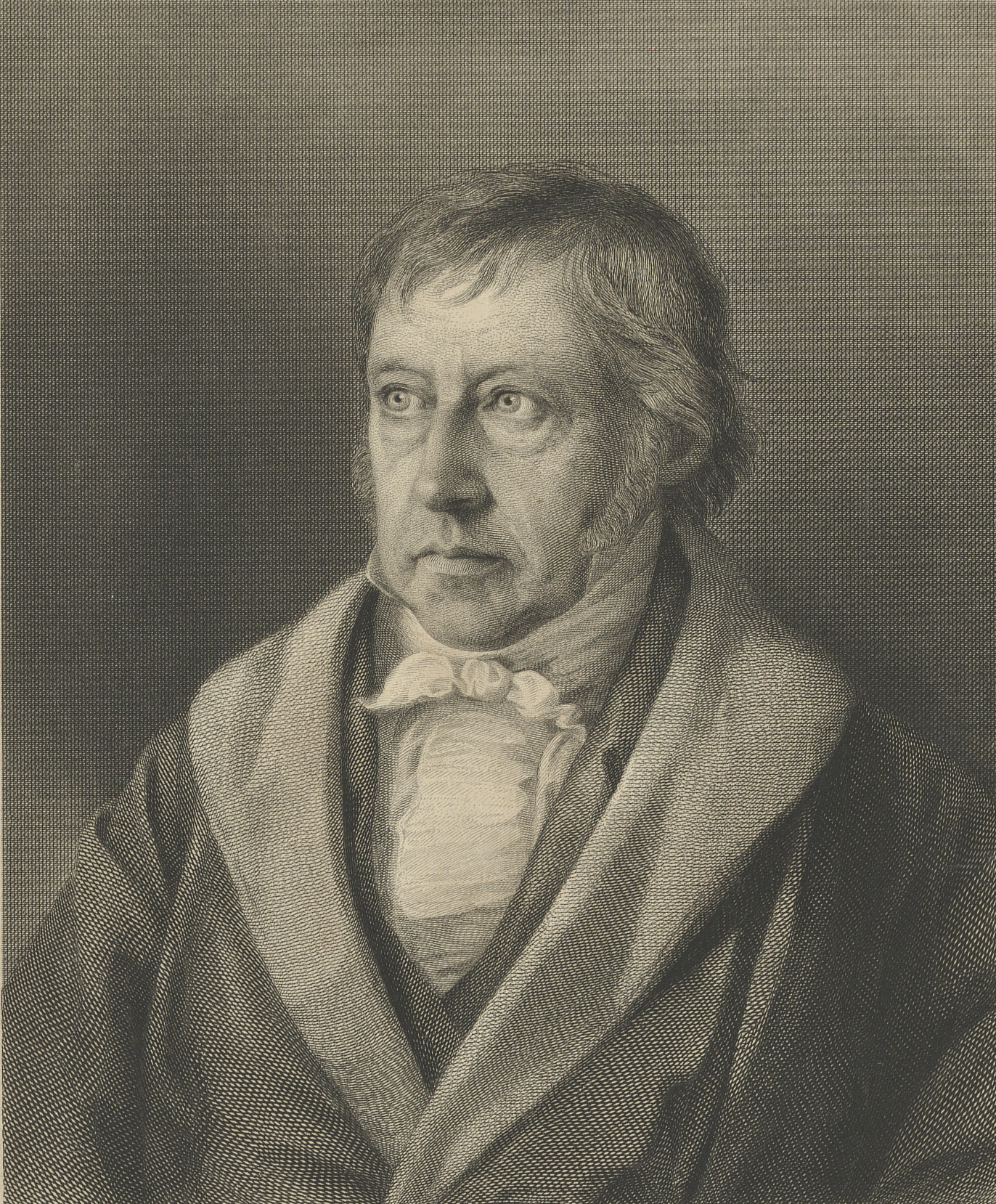
Georg Wilhelm Friedrich Hegel

De Geest ontwikkelde zich van subjectieve Geest (de individuele mens) tot objectieve Geest (in de geschiedenis, de wereldgeest) tot Absolute Geest (in de kunst, religie en filosofie). Eigenlijk keerde de Geest dus tot zichzelf terug, werd hij zich van zichzelf bewust. Hegel ging er immers vanuit dat 'het ware het geheel is, het door zijn ontwikkeling vervolledigde wezen'. Hieruit sprak de typische hang naar eenheid en structuur die de moderniteit zo kenmerkte. De mens moest dus de illusie loslaten dat er ooit iets wezenlijk gezegd kon worden over welke afzonderlijke entiteit dan ook. Want elke uitspraak daarover riep tegelijkertijd zijn tegenspraak op. Aangezien elke stelling haar tegengestelde opriep, verliep het menselijk denken in de richting van dit 'Absolute' op een dialectische en dus dynamische manier (abstract-negatief-concreet).
Aangezien de werkelijkheid gekoppeld werd aan de kennis over de werkelijkheid (absoluut idealisme) ontwikkelde de werkelijkheid (geschiedenis) zich eveneens op een dialectische manier. Deze dynamiek of dit ontwikkelingsproces manifesteerde zich zowel in de natuur als in de menselijke geschiedenis. In de menselijke geschiedenis manifesteerde 'Het Absolute' zich in de manier waarop 'het Begrip' van de werkelijkheid zich steeds verder dialectisch ontwikkelde. Deze ontwikkeling greep plaats op twee niveaus. Het eerste was dat van het individuele subject (of dat van de subjectieve Geest) en het tweede dat van de concrete wereldgeschiedenis (de verschillende beschavingen en dus de objectieve Geest). In zijn uitdrukking als een complex van materiële, historische processen begreep 'de Geest' zichzelf dus steeds beter. Deze ontwikkeling was dus een 'bewustwordingsproces'. De wereldgeschiedenis was uiteindelijk dus het dialectische proces waarin 'de Geest' streefde naar volkomen (zelf)ontplooiing.

## Het Absolute
De '(Wereld)geest' bereikte zijn volkomen ontplooiing bij het bereiken van 'de Waarheid' of 'het Absolute' (weten). Het doel van dit kosmisch dialectisch proces werd dus bereikt op het ogenblik dat 'het Absolute' zich via het menselijk begrijpen van het wordingsproces, van zichzelf bewust werd. 'Het Absolute' bereikte dan dus het 'Absolute begrip', het begreep zichzelf. Voor de individuele mens wilde dit zeggen dat er niet langer sprake was van vervreemding, de mens werd dus vrij. Deze 'vervreemding' uitte zich in de strijd van de mens tegen de natuur en de strijd tussen de mensen onderling (meester-knechtdialectiek). De 'vervreemding' werd overwonnen zodra de natuur werd onderworpen en de mensen zich neerlegden bij het feit dat ze allen deel uitmaken van de 'Absolute Geest'. Op die manier waren Geest en de mens dus op elkaar aangewezen en volbrachten ze samen de geschiedenis.
Het concept van 'de vervreemding' en het feit dat 'het absolute begrip' pas verwezenlijkt werd wanneer deze 'vervreemding' werd overwonnen, was een concept dat door de links-hegelianen verder zou worden uitgewerkt en ook gehanteerd zou worden in hun kritiek op de toenmalige samenleving. Hegel had weliswaar een gesloten, speculatief systeem opgebouwd, gekenmerkt door een complex begrippenapparaat en een bijna stoïcijnse afstandelijkheid, maar toch kreeg hij navolging bij een aantal denkers die de revolutionaire potentie van zijn denken blootlegden.

## De links-hegelianen in de voetsporen van Hegel
De voornaamste links-hegelianen waren Ludwig Feuerbach, David Strauss, Arnold Ruge, Bruno Bauer en ook enigszins Max Stirner. Naast de links-hegelianen waren er ook de zogenoemde rechts-hegelianen, die trouw bleven aan de traditionele hegeliaanse denkbeelden en ze dus niet als springplank voor verdere filosofische ontwikkeling zagen. De verschilpunten tussen Hegel en de links-hegelianen waren te wijten aan een aantal historische ontwikkelingen en enkele typische kenmerken van de hegeliaanse filosofie zelf. Een aantal cruciale gebeurtenissen waren de revoluties van 1830, waardoor de Restauratie een halt werd toegeroepen en het ancien régime in een aantal landen definitief begraven werd. De links-hegelianen konden zich niet van de indruk ontdoen dat het gewijzigde tijdsbeeld een nieuwe ideologie vereiste, een vernieuwde kritiek op het staatsbestel en op het christendom. De rechts-hegelianen, vele afkomstig van de Friedrich-Wilhelms-Universität, verzetten zich tegen een revolutie in Hegels denken en streefden een conservatief beeld na van Hegels denkbeelden.
Met de kritiek op kerk en staat wilden links-hegelianen niet enkel een vernieuwing in het denken realiseren, maar bovendien een omvorming van de maatschappij zelf (Hegel poneerde dat er een verband was tussen beide). Daardoor kon dit denken niet voorbehouden blijven aan een groep van ingewijden, maar moest het integendeel ingang kunnen vinden bij de bredere massa's. Dit verklaart hun eerder journalistieke aspiraties, en ook de argwaan van de overheid tegenover deze anti-religieuze en anti-conservatieve aanvallen. De filosofie van Hegel bezat echter steeds al een revolutionair potentieel, aangezien het een theorie van ontwikkeling, van wording betrof. De concepten 'tegenspraak' en 'negatie' konden dus ook een revolutionaire bijklank krijgen. Aangezien met het einde van de Restauratie het denken met een nieuw tijdsbeeld werd geconfronteerd, moest ook het hegeliaanse denken een transformatie doormaken.
Als concrete filosofische beweging bestond het links-hegelianisme tussen de revoluties van 1830 en 1848/1849. De links-hegelianen wilden dus tot de mislukte revolutie van 1848/1849 participeren in het culturele en politieke debat van hun tijd, maar nadien trokken ze zich soms cynisch en verbitterd terug. Het links-hegelianisme moet dus begrepen worden als een volwassen filosofische kritiek op de toenmalige eenheid van religieus dogmatisme en politieke macht. Men kan de links-hegeliaanse opzet het best samenvatten als een verdere ontwikkeling van het hegeliaanse denken dat via het blootleggen van de verschillende concepten die verantwoordelijk waren voor de 'vervreemding' van de mens. Zo betoogde Feuerbach dat 'de godsidee' (onze eigen projectie) ons 'vervreemd' had en zou Stirner deze redenering zelf verder problematiseren en radicaliseren.

## Hegel in Nederland en Vlaanderen
Gerard Bolland maakte school met Hegels filosofie. Jan Hollak onderzocht de verhouding van het hegeliaanse denken tot het christendom. Paul Cobben leverde een immanente kritiek op Hegels filosofie. De André Wylleman-leerlingen Désiré Scheltens en Ludwig Heyde lieten zich inspireren door Hegels rechtsfilosofie om een substantiëler vrijheidsbegrip te expliciteren, en Jaap Kruithof schreef een uitgebreide dissertatie over het uitgangspunt van Hegels ontologie.

## Citaat
"Een herstelde kous is beter dan een verscheurde; niet zo het zelfbewustzijn."

## Critici van Hegel
- Arthur Schopenhauer was een tijdgenoot van Hegel, die niet alleen zijn opvattingen bekritiseerde, maar ook zijn persoon hekelde en beschimpte.
- Søren Kierkegaard gaf Hegel er de schuld van dat hij het intellectuele leven ontmenselijkt heeft door aanpassing van de oer-logica van Aristoteles. Zijn kritiek op Hegel valt vooral terug te vinden in zijn boek Enten-Eller.
- Ludwig Feuerbach: Feuerbachs voornaamste kritiek is die op de absolute geest. Feuerbach vond niet dat de mens voortkwam uit die geest, maar dat de mens de geest had geschapen. Volgens hem is het goddelijke een illusie van de mens.
- Karl Marx: hoewel gebaseerd op de dialectiek blijft Hegel voor Marx een idealistische filosoof, die de wereld beschrijft in plaats van hem te veranderen.
- Friedrich Nietzsche: de staat is geen incarnatie van een 'algemeen belang', maar een 'koud monster' in dienst van egoïstische belangen.
- Karl Popper: speciaal in hoofdstuk 12 van De open samenleving en haar vijanden bekritiseert Popper het hegeliaans historicisme, Hegels obscure stijl en zijn (veronderstelde) intellectuele opportunisme. Popper beschouwt Hegels geschiedfilosofie als een van de fundamenten van het totalitarisme.

## In Nederlandse vertaling
- Het wetenschappelijke kennen: voorwoord tot de Fenomenologie van de geest, vert. en verklarende voetnoten van Peter Jonkers; inl. van Samuel IJsseling, 1978, ISBN 9060093054
- Fenomenologie van de geest: fragmenten, keuze, vert., inl. en aant. van Wim van Dooren, 1981, ISBN 9060094751
- Het wezen van de filosofische kritiek, ingel., vert. en aantek. door Peter Jonkers, 1990, ISBN 9789028915107
- Filosofie als wetenschap: encyclopedie der filosofische wetenschappen (Heidelberg 1817), vert. en aantek. bij een gedeelte van het systeem door Ad Peperzak, 1991, ISBN 9789028916609
- De filosofie van de objectieve geest: over recht, moraal en politiek (Heidelberg 1830, 1817), vert. en bew. door Bart Labuschagne, 2005. ISBN 90-8506-014-1
- Over de esthetiek, vert. en aantek. door Sybrandt van Keulen, 2012. ISBN 9789461057143
- Fenomenologie van de geest, vert. Willem Visser, 2013. ISBN 9789461055798
- Hoofdlijnen van de rechtsfilosofie, vert. Willem Visser, 2014. ISBN 9789461052063

## Biografie
- Klaus Vieweg, Hegel. Der Philosoph der Freiheit. Biographie. München, C.H. Beck, 2019. ISBN 978 3534 27213 6 (Zum 250. Geburtstag von Georg Wilhelm Friedrich Hegel)

## Trivia
- George "Nobby" Hegel is de aanvoerder van het Duitse filosofenteam in de Monty Python sketch "Philosophers' Football Match".